# Тростянецький потік
Тростянецький потік — потік в Україні у Чортківському районі Тернопільської області. Правий доплив Дубенецького потоку (басейн Дністра).

## Опис
Довжина потоку приблизно 3 км, найкоротша відстань між витоком і гирлом — 2,61  км, коефіцієнт звивистості річки — 1,15 . Формується декількома безіменними струмками.

## Розташування
Бере початок на південно-східній стороні від села Вовківці. Тече переважно на північний схід через село Турильче і у центрі села впадає у Дубенецький потік, лівий доплив річки Збруча.

## Цікаві факти
- На потоку існує природне джерело[4].